# Cornitibia simplicithorax
Genre
Espèce
Synonymes
- Oedothorax simplicithorax Tanasevitch, 1998

Cornitibia simplicithorax, unique représentant du genre Cornitibia, est une espèce d'araignées aranéomorphes de la famille des Linyphiidae.

## Distribution
Cette espèce est endémique du Népal. Elle se rencontre dans le district d'Ilam.

## Description
Le mâle holotype mesure 1,93 mm.
Les mâles décrits par Lin, Lopardo et Uhl en 2022 mesurent 2,12 mm et 1,99 mm.

## Systématique et taxinomie
Cette espèce a été décrite sous le protonyme Oedothorax simplicithorax par Tanasevitch en 1998. Elle est placée dans le genre Cornitibia par Lin, Lopardo et Uhl en 2022.

## Publications originales
- Tanasevitch, 1998 : « New Oedothorax Bertkau, 1883, from Nepal (Arachnida, Araneae, Linyphiidae). » Bonner Zoologische Beiträge, vol. 47, no 3/4, p. 429-441.
- Lin, Lopardo & Uhl, 2022 : « Evolution of nuptial-gift-related male prosomal structures: taxonomic revision and cladistic analysis of the genus Oedothorax (Araneae: Linyphiidae: Erigoninae) ». Zoological Journal of the Linnean Society, vol. 195, no 2, p. 417-584.